# Monarca d'Oahu
El monarca d'Oahu (Chasiempis ibidis) és un ocell de la família dels monàrquids (Monarchidae).

## Hàbitat i distribució
Habita els boscos de les muntanyes d'Oahu, a les Hawaii.